# Магурени (Марамуреш)
Магурени (рум. Măgureni) насеље је у Румунији у округу Марамуреш у општини Чернешти. Oпштина се налази на надморској висини од 377 m.

## Становништво
Према подацима из 2002. године у насељу је живело 248 становника, од којих су сви румунске националности.